# Рік Флер
Річард Морґан «Рік» Флер (англ. Richard Morgan "Ric" Fliehr; нар. 25 лютого 1949, Мемфіс, штат Теннессі, Сполучені Штати) — колишній американський реслер, який нині співпрацює з WWE за угодою леґенди. Виступав на багатьох реслінґ-аренах, найвідоміші з яких: National Wrestling Alliance (NWA), World Championship Wrestling (WCW), the World Wrestling Federation (WWF, later WWE) та Total Nonstop Action Wrestling (TNA). Широкому колу шанувальників відомий своїми виступами як «The Nature Boy» (Дитя природи).
З свою кар'єру 16 разів був чемпіоном світу у важкій вазі: вісім разів за версією NWA, шість у WCW та два у WWF. Двічі був долучений до Зали Слави WWE: перший раз у 2008-у в індивідуальному порядку та другий у 2012 році як частина угрупування The Four Horsemen. Окрім цього у 2008-у році був долучений до Зали Слави NWA. Свої зачіски запозичив у Бадді Роджерса, який у 1950-х та 1960-х також використовував образ «Дитя природи».
Вигравши у 1991 році титул Чемпіона світу у важкій вазі WCW став Чемпіоном потрійної корони, вже маючи в активі чемпіонство Сполучених Штатів за версією WWE та Світове чемпіонство у командних змаганнях за версією WCW. Всього за свою кар'єру виграв близько 31 титулу (точну цифру назвати важко, оскільки окрім великих федерацій Рік змагався у місцевих, і кожна іменка по-різному подає відомості).